# Xã Pleasant, Quận Lyman, Nam Dakota
Xã Pleasant (tiếng Anh: Pleasant Township) là một xã thuộc quận Lyman, tiểu bang Nam Dakota, Hoa Kỳ. Năm 2010, dân số của xã này là 3 người.